# Johann Jakob Kaup

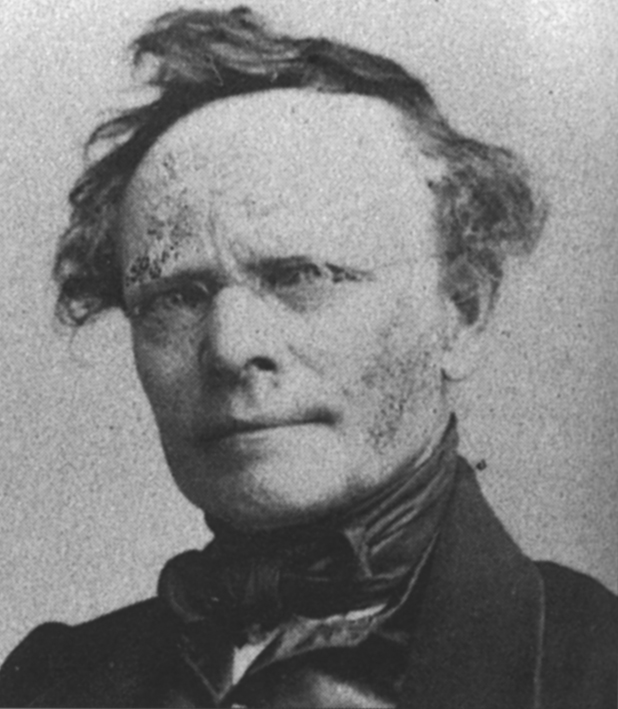
Johann Jakob Kaup (1803–1873)

Johann Jakob Kaup (* 20. April 1803 in Darmstadt; † 4. Juli 1873 ebenda) war ein deutscher Paläontologe und Zoologe.

## Leben
Johann Jakob Kaup entstammte ärmlichen Verhältnissen. Seine Mutter war Elisabeth Göbel (gest. 1820). Sein Vater, der Leutnant Heinrich Friedrich Kaup, musste noch vor Geburt seines Sohnes wegen eines Streits mit einem anderen Offizier Darmstadt überstürzt verlassen. Der junge Kaup besuchte zur gleichen Zeit wie Justus von Liebig und Georg Gottfried Gervinus die Lateinschule, das „Pädagog“, heute eine der Sehenswürdigkeiten Darmstadts. Aus Geldmangel brach er die Schule 1819 ab, begann sich aber mit naturwissenschaftlichen Fragen zu beschäftigen. Als im darauf folgenden Jahr seine Mutter starb, war der siebzehnjährige Kaup Vollwaise. Kaup verdiente sein Geld mit Schreibarbeiten und mit dem Verkauf von Vögeln, die er mit dem Blasrohr erlegte und dann ausstopfte. Das Präparationshandwerk hatte er von Dr. Georg Bekker gelernt, dem Vorstand des Naturalienkabinetts in Darmstadt.
Kaup studierte ab 1822 in Göttingen, wo Johann Friedrich Blumenbach Zoologie lehrte, wechselte nach einem Jahr nach Heidelberg und ging 1823 für zwei Jahre nach Leiden in den Niederlanden an das Rijksmuseum van Natuurlijke Historie, wo er sich insbesondere mit Studien an Fischen und Amphibien befasste. 1825 erhielt Kaup eine Assistentenstelle am Museum in Darmstadt und wurde 1828 von Großherzog Ludwig I. für jährlich 440 Gulden als „provisorischer Gehilfe“ am Naturalienkabinett angestellt. Er hatte diese Stellung bis 1837 inne, dann wurde er „wirklicher Inspektor“. Da seine Entlohnung nicht ausreichte, unterrichtete er Söhne wohlhabender Familien. 1831 erhielt der Privatgelehrte Kaup die Ehrendoktorwürde der Universität Gießen. Im Jahr 1834 wurde er zum Mitglied der Leopoldina gewählt. Im gleichen Jahr heiratete er Elise Hauser; aus ihrer Ehe gingen vier Töchter und ein Sohn hervor. Nach Abschluss seiner Druckerlehre kam der junge Joseph Wolf (1820–1899), der später zum bedeutendsten Tiermaler des 19. Jahrhunderts aufsteigen sollte, nach Darmstadt und fertigte naturgetreue Illustrationen der von Kaup beschriebenen Tiere an.
Für das Naturalienkabinett erwarb Kaup in London im Jahre 1854 für nur 1200 Gulden das etwa 3,5 m hohe Skelett eines amerikanischen Mastodons (Mammut americanum), das nach dem Tod des US-amerikanischen Künstlers und Museumsgründers Charles Willson Peale veräußert werden musste. Das Mastodon, ein entfernter Verwandter der Elefanten aus dem Pleistozän, ist heute im Hessischen Landesmuseum Darmstadt zu sehen. Im Jahr 1855 wurde er von Charles Lucien Bonaparte für drei Monate eingeladen, in der von ihm geleiteten Fischsammlung des Muséum national d’histoire naturelle in Paris zu arbeiten. Kaup wurde 1858 von Großherzog Ludwig III. zum Professor für Zoologie berufen. Seit 1862 war er gewähltes Mitglied der American Philosophical Society.
Johann Jakob Kaup starb am 4. Juli 1873 und wurde auf dem Alten Friedhof in Darmstadt bestattet (Grabstelle: I Mauer 160). Das Grab ist ein Ehrengrab. Noch in seinem Todesjahr wurde ihm die Kaupstraße (49° 52′ 51,2″ N, 8° 39′ 35,5″ O) in Darmstadt gewidmet, die noch heute seinen Namen trägt.

## Wissenschaftliche Leistungen
In seinem im April 1829 veröffentlichten Werk „Skizze zur Entwickelungsgeschichte der europäischen Thierwelt“ kam Kaup zu für seine Zeit überraschend modernen Einsichten und entwickelte Grundsätze, die den 1859 von Charles Darwin vorgestellten Prinzipien der biologischen Evolution bemerkenswert ähnlich sind. Von diesen frühen Thesen distanzierte sich Kaup später jedoch wieder. 1832 folgte er der Einladung des Heidelberger Naturforschers Heinrich Georg Bronn zur Mitarbeit am Neuen Jahrbuch für Mineralogie, Geognosie und Petrefaktenkunde und veröffentlichte zahlreiche Schriften, die allgemein große Beachtung erfuhren.
Kaup beschrieb und benannte nicht nur erstmals zahlreiche Taxa heute lebender, sondern auch vieler in erdgeschichtlicher Vergangenheit ausgestorbener, fossiler Tiere. Bemerkenswert war das 1829 beschriebene Deinotherium: ein Rüsseltier, von dem zahlreiche Exemplare in den durch ihren Reichtum an Großsäugerresten bekannten Dinotheriensanden Rheinhessens gefunden wurden. Vier Jahre später beschrieb er das Chalicotherium, einen sehr großen klauentragenden Unpaarhufer aus dem Miozän; im folgenden Jahr stellte er das Taxon der Flugsaurier (Pterosauria) auf. 1835 veröffentlichte er seine Arbeit über das Chirotherium, vermutlich ein Vertreter der Archosauria aus der Untertrias (Buntsandstein). Der Fund ist ein reines Spurenfossil, da Kaup es nur auf der Grundlage eines in Südthüringen bei Hildburghausen gefundenen Fährtenabdrucks auf einer Sandsteinplatte beschrieben hatte; der Verursacher der Spur ist bis heute nicht sicher identifiziert. 1856 publizierte Kaup über eine unbekannte Fischart, die er Leptocephalus brevirostris nannte. Erst 1893 stellte sich seine Auffassung als Irrtum heraus: Was er für eine eigene Art gehalten hatte, war tatsächlich die so genannte Weidenblattlarve (Leptocephaluslarve) des Europäischen Aals.
Kaup genoss aufgrund seiner zahlreichen ausgezeichneten Arbeiten über lebende und fossile Tiere große Wertschätzung bei den führenden Wissenschaftlern seiner Zeit, so bei Georges Cuvier, dem Begründer der Wirbeltierpaläontologie, und mit Richard Owen, einem der bedeutendsten Paläontologen seiner Zeit, stand er in lebhaftem Briefkontakt. Eine Reihe von Tiertaxa wurden zu Kaups Ehren benannt, beispielsweise Kaupichthys, eine Fischgattung aus der Ordnung der Aalartigen.

## Schriften
- Skizzirte Entwickelungs-Geschichte und natürliches System der europäischen Thierwelt (1829) Digitalisat
- Chirotherium Barthii von Hildburghausen. In: Neues Jahrbuch für Mineralogie, Geognosie, Geologie und Petrefaktenkunde, Jahrgang 1835, Stuttgart 1835, S. 327–328
- Die Gavial-artigen Reste aus dem Lias (1842–1844) gemeinsam mit Heinrich Georg Bronn
- Classification der Säugethiere und Vögel (1844)
- Monographien der Genera der Falconidæ. In: Isis von Oken. Band 40, Nr. 1, 1847, S. 39–80 (biodiversitylibrary.org).
- Monographien der Genera der Falconidæ. In: Isis von Oken. Band 40, Nr. 5, 1847, S. 325–360 (biodiversitylibrary.org).
- Beiträge zur näheren Kenntniss der urweltlichen Säugethiere (1855–1862)